# Woolsey (Géorgie)
Pour les articles homonymes, voir Woolsey.
Woolsey est une ville américaine située dans le comté de Fayette, en Géorgie. Selon le recensement de 2020, sa population est de 206 habitants.